# Cuatrecasanthus
Cuatrecasanthus es un género de plantas fanerógamas perteneciente a la familia de las asteráceas. Comprende 3 especies descritas y aceptadas.

## Taxonomía
El género fue descrito por Harold E. Robinson y publicado en Revista de la Academia Colombiana de Ciencias Exactas, Físicas y Naturales 17(65): 209. 1989. La especie tipo es Vernonia sandemanii H. Rob. & B. Kahn. = Cuatrecasanthus sandemanii (H.Rob.) H.Rob.

## Especies aceptadas
A continuación se brinda un listado de las especies del género Cuatrecasanthus aceptadas hasta julio de 2012, ordenadas alfabéticamente. Para cada una se indica el nombre binomial seguido del autor, abreviado según las convenciones y usos.
- Cuatrecasanthus flexipappus (Gleason) H.Rob.
- Cuatrecasanthus jelskii (Hieron.) H.Rob.
- Cuatrecasanthus sandemanii (H.Rob.) H.Rob.